# Platamonas (Burg)

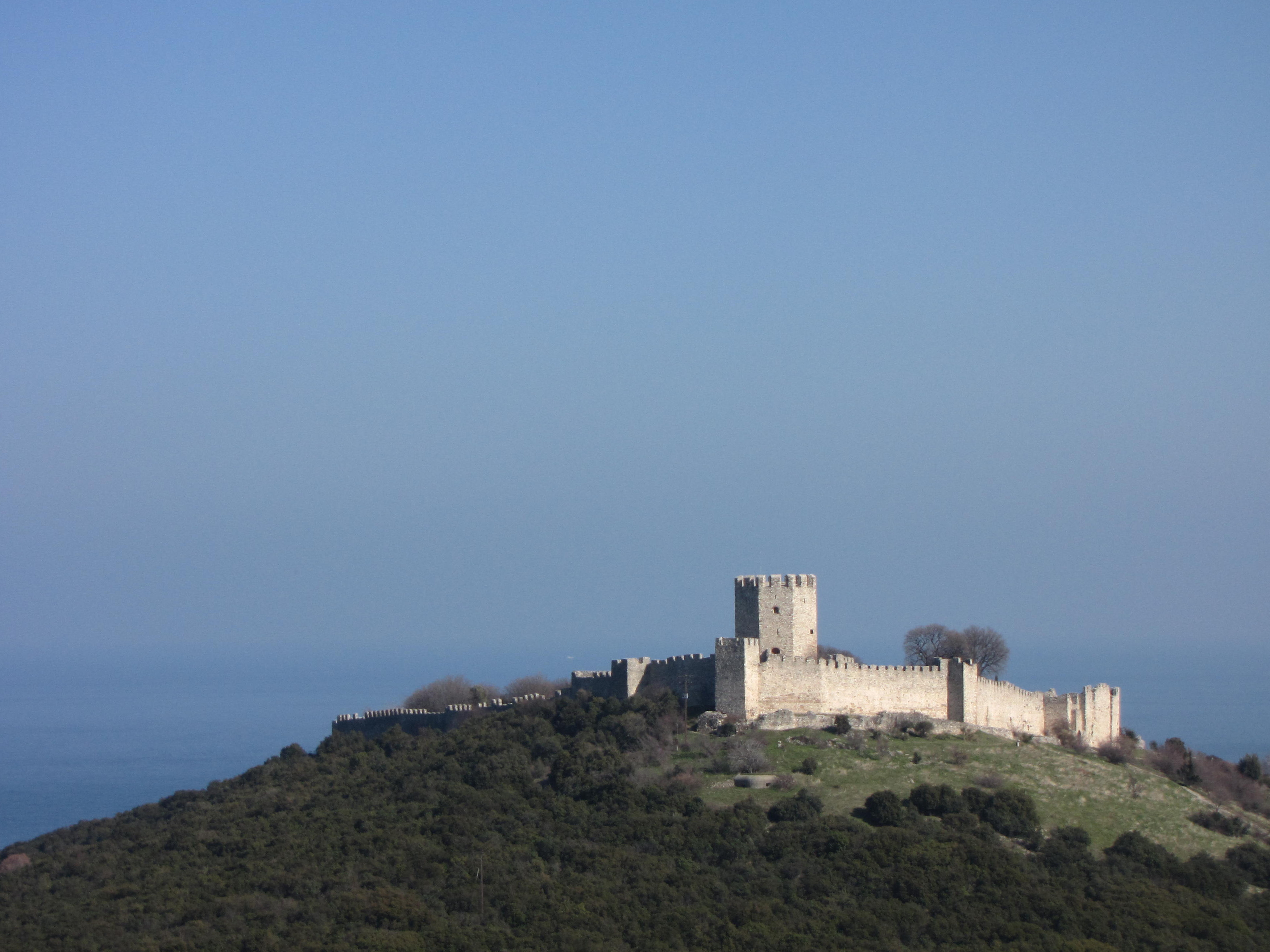
Die Burg von Platamonas

Die Burg von Platamonas (griechisch Κάστρο του Πλαταμόνα) ist das Wahrzeichen des Dorfes Platamonas im Süden der griechischen Region Zentralmakedonien und ein Teil der Geschichte und Archäologie Pierias.

## Lage
Die Burg liegt 31 Kilometer südlich von Katerini, zwei Kilometer nördlich von Platamonas und 5,6 km südöstlich vom antiken Leibethra auf einem Felsen direkt am Ägäischen Meer.

## Geschichte

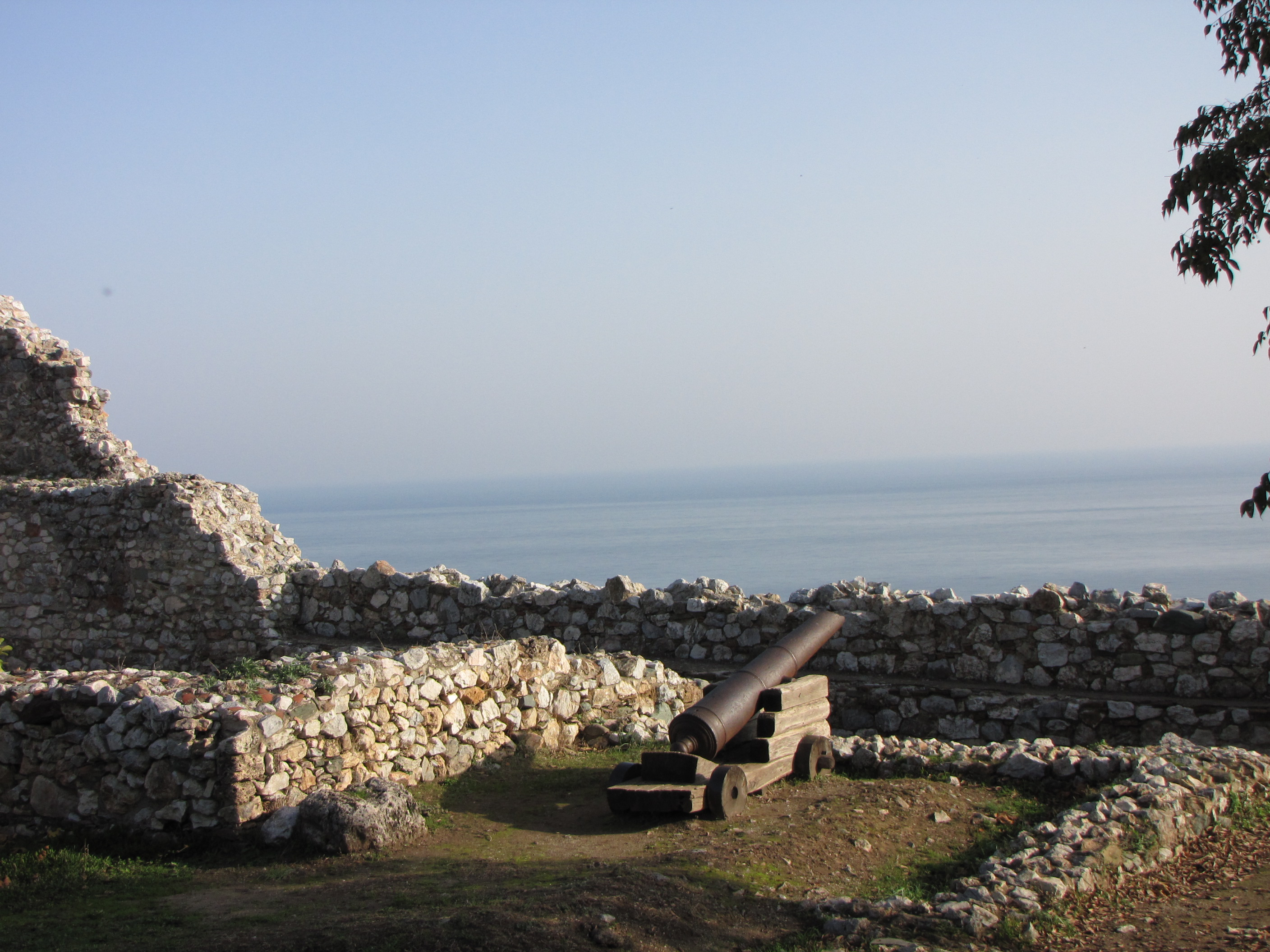
Kanone in der Burganlage

Seit der Bronzezeit ist eine Besiedlung des Burghügels nachgewiesen. Die Burg wurde auf dem Gebiet der vorchristlichen Stadt Herakleion (Ηράκλειον) errichtet, die sich von der Kuppe des Burghügels bis zu dessen Füßen erstreckte. Um 360 v. Chr. beschrieb Skylax den Ort als „die erste mazedonische Stadt hinter dem Fluss Pinios“. Der Historiker Titus Livius beschreibt die Lage präziser: „Zwischen Dion und Tembi auf einem Felsen liegend.“ Entlang des Hügels verlief die meistgenutzte Nord-Süd-Verbindung des Landes.
Im Jahre 430 v. Chr. eroberten die Athener den Ort, um von dort aus den Thermaischen Golf bis zu ihren Besitzungen auf der Chalkidiki zu kontrollieren. Zu Beginn des 3. Jahrhunderts v. Chr. wurden die Stadt und der inzwischen errichtete Hafen zerstört. Wodurch, bzw. durch wen, ist nicht genau bekannt. Kurze Zeit später eroberten die Römer die Region und errichteten aufgrund der strategischen Bedeutung des Hügels die Akropolis, die Oberstadt, die von einer niedrigen Mauer umgeben war. Aus der Zeit um Christi Geburt bis zur mittleren byzantinischen Epoche des 10. Jahrhunderts sind wenige Spuren überliefert. Den Namen Platamon für die engere Umgebung des Hügels erwähnte erstmals Homer, der mit diesem Begriff einen vom Meer umspülten Felsen bezeichnete. Im 12. Jahrhundert wurde die Stadt Platamon beschrieben und auch die Burg als solche erstmals erwähnt.
Im Jahre 1204 gründeten fränkische Ritter im Zuge ihrer Eroberung von Konstantinopel das Königreich Thessaloniki, zu dem auch die Burg von Platamon gehörte. Sie bauten das Bollwerk endgültig aus, mussten es aber im Jahr 1217 schon wieder räumen, um den Komnenen, einem byzantinischen Adelsgeschlecht, Platz zu machen. Die weitere Geschichte des Ortes blieb wechselhaft und die Burg fand immer wieder neue Herren. Ende des 14. Jahrhunderts kam das Osmanische Reich und wurde 1425 von den Venezianern abgelöst. Sie blieben, bis die 400-jährige Herrschaft der Türken in Griechenland begann.
Die letzten Kampfhandlungen fanden im Zweiten Weltkrieg statt. Neuseeländische Truppen, die dort Quartier bezogen hatten, wurden bombardiert.

## Die Burg

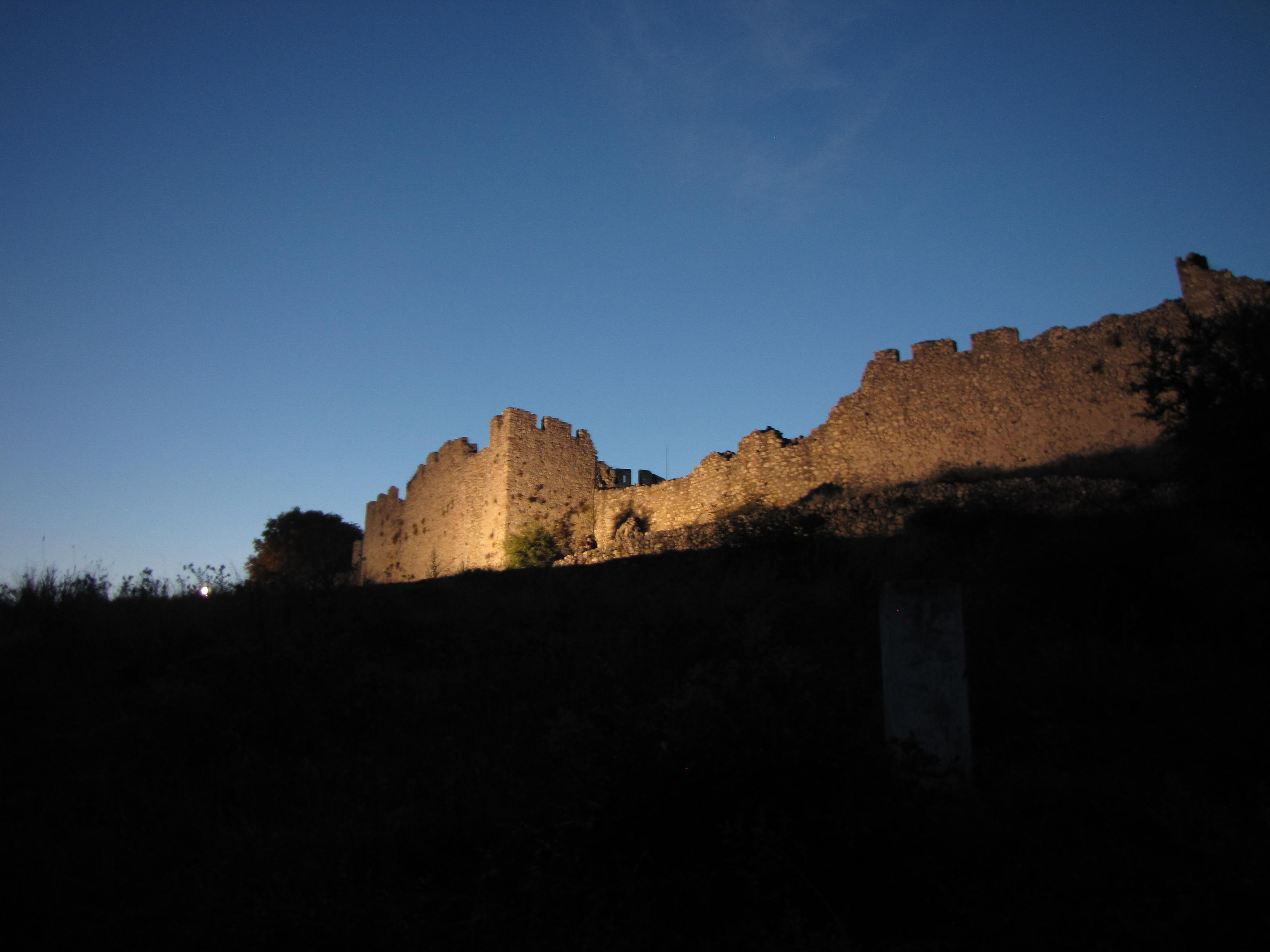
Die Burg bei Nacht

Ein Fußweg führt vom Parkplatz empor zum Tor der Burg. Das heutige Areal der Burg von Platamonas umfasst die Stadt Platamon und die eigentliche Burg. Die weitläufige Anlage ist als Vieleck angelegt und wies in unregelmäßigen Abständen Wehrtürme auf. Am Fuße des Hügels, links und rechts der Landzunge, die in das Meer hineinragt, stehen zwei weitere kleinere Türme. Erhalten ist innerhalb der Burganlage nur der von einer eigenen Mauer umgebene Hauptturm im Westteil der Anlage. Dort war bei Kämpfen das letzte Rückzugsgebiet für die Bewohner. Eine Besichtigung ist nicht möglich.
Das aus strategischen Gründen schmal gestaltete Tor ließ sich gut verteidigen. Erhalten sind die Grundrisse von Kirchen, Häusern, einer Schmiede, einer Töpferei und anderen Gebäuden, ebenfalls Zisternen sowie Kanonen aus dem späteren Mittelalter.
Die Wehrmauern haben eine Höhe von 7,50 bis 9,50 Metern und eine Stärke zwischen 1,20 und 2 Metern. Im Laufe der Jahrhunderte wurden sie erhöht, teilweise sind die einzelnen Bauabschnitte noch zu erkennen. Bis auf den zerstörten oberen Teil des Wehrganges im Osten sind sie gut erhalten. Die Mauer ist an mehreren Stellen begehbar.
Ursprünglich war die Burganlage von einer weiteren, niedrigeren Mauer umgeben. Sie bildete im Ernstfall die erste Verteidigungslinie. Allein die kleine Kirche Agia Paraskevi hat sich erhalten. Sie ist reich geschmückt und bietet Platz für rund 30 Gläubige.
Beim Bau eines Eisenbahntunnels durch den Burgberg wurden weitere Grundrisse von Gebäuden entdeckt, die der historischen Stadt Herakleion zugeordnet werden.

## Heutige Nutzung
Heute dient die Akropolis als einer der Spielorte des Olympos-Festivals. Unter freiem Himmel, mit guter Akustik, finden dort Theateraufführungen und Konzerte statt.